# Hyundai Casper
Pour les articles homonymes, voir Casper.
La Casper est un petit crossover urbain du constructeur automobile sud-coréen Hyundai produit à partir de 2021.

## Présentation
Les premières images extérieure du Hyundai Casper sont présentées le 2 septembre 2021, la pré-commande a commencée le 15 septembre 2021 et il est sorti le 29 septembre de la même année.

## Caractéristiques techniques
La partie avant a un clignotant en haut et un feu de jour à LED rond emblématique en bas, il est conçu avec une calandre à motif paramétrique et une large plaque de protection. Si le moteur essence turbo de 100 chevaux est choisi, des trous d'admission d'air circulaires sont ajoutés des deux côtés des feux de jour. La partie latérale met l'accent sur le dynamisme avec des ailes et une garde au sol élevée, donnant une sensation d'ouverture avec le montant A noir qui relie visuellement les vitres avant et du milieu. De plus, la poignée de porte arrière a été appliquée de façon caché dans la partie en verre de la fenêtre. Un large hayon avec une largeur gauche/droite accrue a été appliqué à la partie arrière, et le motif paramétrique de la calandre avant a été appliqué au feu arrière. De plus, le même clignotant circulaire donne un sentiment d'unité entre les parties avant et arrière. La méthode de pliage complet des sièges avant est appliquée pour étendre la convivialité dans l'espace intérieur, et les sièges arrière peuvent être inclinés à partir de la finition de milieu de gamme Modern. Des fonctions de sécurité et de commodité telles que l'assistance anticollision avant, l'assistance à la prévention de sortie de voie, l'assistance au maintien dans la voie, le Hyundai Car Pay et la commande de véhicule à reconnaissance vocale basée sur un serveur ont également été appliquées.
Il n'est pas vendu dans les concessions Hyundai Motor, mais uniquement en ligne en prenant commandes sur le site Web dédié au Casper.
Le frein de stationnement est du type à pédale. Le commutateur de mode de conduite/traction est situé sur le côté droit de la transmission automatique à 4 vitesses, et le commutateur de mode de conduite/traction est appliqué à partir de la finition Modern.
Il est homologué en tant que véhicule 4 places. Les sièges arrière se présentent sous la forme de deux sièges accolées l'un à l'autre.

### Motorisations
Le moteur essence Kappa Smartstream de 1,0 litre est une version légèrement améliorée du moteur à aspiration naturelle Kappa Eco Prime de 76 chevaux, et le nom de code est G3LD. De plus, un moteur Kappa turbo (G3LC) de 100 chevaux est proposé en option. La transmission automatique est à 4 vitesses.

## Hyundai Inster
En 2024, le constructeur présente la Hyundai Inster, version électrique basée sur la Casper et destiné à l'Europe.